# Demonic (película de 2021)
Demonic (Demoníaco, o En la mente del demonio en Hispanoamérica) es una película de terror de ciencia ficción de 2021 escrita, coproducida y dirigida por Neill Blomkamp. Rodada durante la pandemia COVID-19, la película está protagonizada por Carly Pope, Chris William Martin, Michael J. Rogers, Nathalie Boltt, Terry Chen y Kandyse McClure. Se estrenó el 20 de agosto de 2021, recibiendo críticas generalmente negativas por parte de la crítica.

## Argumento
Carly es una joven que ha perdido el contacto con su madre Angela, quien ha sido condenada por matar a más de 21 personas en una masacre. Nadie tiene ni idea de por qué Angela se desbocó y Carly no la ha visto en años. Desde entonces, Carly ha seguido adelante con su vida y cuenta con el apoyo de su mejor amiga Sam. Las chicas  cortaron contacto con su otro amigo de la infancia, Martin, después de que éste empezara a hacer extrañas teorías sobre Angela. Carly está plagada de pesadillas sobre Angela. Un día, Carly recibe un mensaje de Martin que quiere quedar para hablar. Al reunirse, Martin le cuenta a Carly que fue invitado a formar parte de una prueba de grupo para una empresa llamada Therapol que involucraba a pacientes médicos reales, uno de los cuales era Angela en coma. Carly se queda atónita ante esta revelación y más tarde es contactada por Therapol, que le pide que visite sus instalaciones para hablar de Angela.
Se encuentra con los científicos Daniel y Michael, quienes le explican que Ángela entró en coma tras una serie de episodios violentos en la cárcel y que está "encerrada" dentro de su cuerpo. Le dicen a Carly que la mente de Angela está muy activa dentro de una simulación, que consiste en un modelo virtual que es controlado por un individuo y enviado a la mente de otro. Le preguntan a Carly si está dispuesta a entrar en la mente de Ángela para hablar con ella, a lo que ella accede de mala gana. En la simulación, Carly entra en una copia de la casa de su infancia y se enfrenta airadamente a Angela por sus crímenes. Ángela, totalmente capaz de hablar en la simulación, exige que Carly se vaya. Después del experimento, Carly es entrevistada por Daniel y Michael sobre su experiencia. Intentan persuadirla para que vuelva a entrar en la simulación, pero Carly se muestra indecisa y vuelve a casa. Esa noche tiene una pesadilla en la que encuentra un extraño símbolo hecho con el cadáver de un cuervo.
Carly llega a Therapol para otro viaje al interior de la simulación. Esta vez entra por un nuevo túnel en un campo fuera de un antiguo sanatorio en el que Angela había trabajado. Se encuentra con Ángela, quien afirma que ella no fue la persona que le llamó. El cuerpo de Ángela en la simulación comienza a fallar y los científicos ignoran las demandas de una aterrorizada Carly para que la saquen de la simulación. Al entrar en el sanatorio, encuentra el cuerpo de Sam, antes de ser atacada por un demonio parecido a un ave que le abre el brazo, creando el mismo corte en el cuerpo de Carly en la vida real. Carly sale de la simulación y les cuenta a Daniel y Michael cómo años atrás, ella y Martin encontraron a Angela en el sanatorio con el mismo corte en el brazo. Esto precedió a la caída de Angela en la locura, donde hizo el mismo símbolo que Carly vio en su pesadilla. Carly se niega a participar en otra simulación y abandona Therapol. Llama a Sam y se siente aliviada al saber que está bien.
Carly visita a Martin y le cuenta su experiencia. Él le muestra sus teorías sobre la posesión demoníaca, enseñándole a Carly un boceto de la criatura que vio en la simulación. Martin afirma haber sufrido pesadillas similares a las que sufre Carly y le explica cómo el demonio manipula a su objetivo a través de su familia y amigos. También le cuenta a Carly su teoría de que el Vaticano está financiando grupos especiales de operaciones encubiertas formados por sacerdotes. El Vaticano compra empresas como Therapol para detectar a los auténticos poseídos que aparentemente padecen enfermedades antes de que el grupo elimine al demonio llevándolo a su punto de entrada al infierno. En el caso del demonio que se apodera de Angela, éste se encuentra en el sanatorio. Una desconcertada Carly se niega a creer en esta teoría y vuelve a casa. Martin comienza a sospechar que el demonio se ha interesado en poseer a Carly.
Esa noche, una preocupada Sam hace una visita a Carly y ésta la despide. Sam regresa más tarde en la noche, esta vez con una máscara de pájaro y diciéndole a Carly "que le busque en el bosque". Sam se pone la máscara de pájaro y de repente contorsiona su cuerpo, persiguiendo a Carly por toda la casa. Carly se atrinchera en su dormitorio donde es atacada por el demonio. Carly se despierta, los eventos son aparentemente un sueño y corre a la casa de Sam. Se revela que Daniel y Michael la están observando y que la teoría de Martin es correcta: son sacerdotes y planean eliminar al demonio en el sanatorio. El demonio se ha obsesionado con Carly mientras estaba atrapado en el cuerpo comatoso de Angela y quiere poseerla para cometer los mismos crímenes que le hizo cometer a Angela. Carly descubre que Sam ha desaparecido de su casa y recluta a Martin para que la ayude a rescatarla. Viajan al bosque y recuperan a una traumatizada Sam que afirma que un grupo de hombres se llevó a Ángela al sanatorio cercano. Dejan a Sam en el coche de Martin y se dirigen a buscar a Angela.
En el sanatorio, descubren que el equipo de operaciones encubiertas ha sido masacrado y tropiezan con un Daniel moribundo. Daniel les explica cómo el demonio ha entrado en Michael, quien ha matado al equipo, y le da a Carly una lanza sagrada que matará al demonio. En el sanatorio, Carly entra en la simulación para rescatar a Angela. Encuentra a Ángela, quien por fin se ha liberado del demonio y se reconcilia con su hija antes de morir en paz. Carly sale de la simulación y busca a Martin, que ha desaparecido. Se tropieza con su coche, que ahora está en llamas, y con el cadáver quemado de Sam. Carly encuentra a Martin siendo torturado por Michael que persigue a Carly. Carly apuñala a Michael con la lanza, liberando así al demonio, que se introduce ahora en ella. Carly lucha con la posesión antes de apuñalarse a sí misma con la lanza, matando al demonio.
Algún tiempo después, Carly despierta en un hospital y hace las paces con Martin. Deja flores en la tumba de Angela.

## Producción
La película fue filmada a mediados de 2020, durante la pandemia de COVID-19, en Columbia Británica, Canadá.

## Lanzamiento
IFC Midnight compró los derechos de la película en los Estados Unidos, donde se estrenó en cines el 20 de agosto de 2021, una semana antes de estar disponible en video a pedido . En su primer fin de semana, la película recaudó $ 36,500 en 85 salas.

## Recepción
El sitio web del agregador de reseñas Rotten Tomatoes reporta una calificación de aprobación del 15% según 80 reseñas, con una calificación promedio de 4.3 / 10. El consenso de los críticos del sitio dice: "El regreso de Neill Blomkamp al cine de bajo presupuesto y alto concepto arruina algunas ideas interesantes, lo que se suma a otro desperdicio demoníaco del talento una vez prometedor del escritor-director".
En Metacritic, la película tiene un puntaje promedio ponderado de 36 sobre 100 basado en 21 críticos, lo que indica "críticas generalmente desfavorables".
La crítica de Cinescondite.com señala: "Blomkamp no revitaliza el género demoníaco de ninguna manera, porque la trama es trillada por demás; el peor crimen de Demonic es ser una película carente de sustos. Los escenarios virtuales no poseen suspenso ni misterio, hay videojuegos con mejores efectos." Y le otorga una puntuación de 1.5 / 5.
En el portal de Hipertexual.com, la crítica apunta tras el estreno de la película en el Festival de Sitges: "Para la película Demonic de Neill Blomkamp, el sueño es un paisaje en disputa. O lo que es lo mismo, el terror contenido en un estado entre la vida y de la muerte al que puede dársele cualquier significado. La premisa, analizada con éxito en filmes como The Cell (2000) de Tarsem Singh, resulta en Demonic un despropósito. En lugar de racionalizar y conferir significados a espacios abstractos en los que puede ocurrir cualquier cosa crea una versión de la realidad distorsionada. Una además en el que el peligro es evidente, se maneja con torpeza y en la que los tropos del terror se muestran de forma débil."